# Lalesi Vaia
Lalesi Vaia – tuwalski piłkarz grający na pozycji obrońcy, reprezentant kraju.

## Kariera klubowa
W latach 2003–2007, Vaia występował w tuwalskim klubie Nauti FC, który zdobył w tym czasie dwa tytuły mistrza kraju.

## Kariera reprezentacyjna
W 2003 roku podczas Igrzysk Pacyfiku, Vaia reprezentował Tuvalu w dwóch spotkaniach. W meczu przeciwko reprezentacji Fidżi, wystąpił w podstawowym składzie, jednak w 46. minucie zmienił go Melei Melei. W meczu przeciwko reprezentacji Wysp Salomona, Vaia wszedł z ławki rezerwowych; w 75. minucie meczu, zmienił Titagę Baliego. Tuvalu jednak nie liczyło się w walce o wyższe miejsca.
Podczas eliminacji do Mistrzostw Świata w 2010 roku, Vaia reprezentował Tuvalu w czterech spotkaniach. W pierwszym meczu eliminacji (przeciwko reprezentacji Fidżi), Vaia wyszedł w podstawowym składzie i rozegrał cały mecz. W kolejnym meczu, (przeciwko Nowej Kaledonii) Vaia wszedł w 65. minucie z ławki rezerwowych, zmieniając Peniunę Kaitu. W trzecim spotkaniu (przeciwko Polinezji Francuskiej) był podstawowym zawodnikiem reprezentacji (rozegrał całe spotkanie); w ostatnim meczu eliminacji (przeciwko drużynie Wysp Cooka), zawodnik ten także był podstawowym zawodnikiem; tym razem został zmieniony w 75. minucie przez Papuę Ulisese. W wymienionych wyżej spotkaniach Tuwalczycy odnieśli trzy porażki i jeden remis, tracąc przy tym 22 gole. Ostatecznie, reprezentacja tego kraju zajęła ostatnie miejsce w swojej grupie i nie odniosła awansu do kolejnej fazy eliminacji.